# Roel Dirven
Roel Dirven (Hoeven, 15 februari 1988) is een Nederlandse acteur. Hij kreeg bij het grote publiek vooral naamsbekendheid door zijn rol als Raphael Salamons in de serie Het Huis Anubis en de Vijf van het Magische Zwaard en als de stem van Leon Vargas (gespeeld door Jorge Blanco) in Violetta.

## Biografie
Dirven bracht zijn jeugd door in Hoeven, maar verhuisde voor zijn opleiding naar Tilburg. Dirven zette zijn eerste stappen op het toneel bij toneelvereniging Max Mini in Etten-Leur. Hij specialiseerde zich daar niet alleen in acteren, maar ook in zang en dans. Hij startte de opleiding Musicaltheater aan de Fontys Hogeschool voor de Kunsten in Tilburg. In 2007 speelde hij in de korte film Renée, die onderdeel was van het 48 Hour Film Project.
In 2010 maakte Dirven zijn televisie debuut als Raphael Salomons in de televisieserie Het Huis Anubis en de Vijf van het Magische Zwaard. Voor deze rol moest hij zijn opleiding en zijn werk met het theatergezelschap tijdelijk stopzetten. Naast de serie verscheen hij als hetzelfde personage in de films Het Huis Anubis: De Vijf en de Toorn van Balor en Het Huis Anubis en de terugkeer van Sibuna!, in de laatst genoemde als gastrol. Tevens namen zij voor de serie de single De Vijf Zintuigen op en was Dirven ook als Raphael Salamons te zien in twee theater voorstellingen Anubis en het Mysterie van het Verborgen Symbool en Het Huis Anubis en het Geheim van de Verloren Ziel.
Dirven speelde van 2013 tot juli 2015 in de musical Soldaat van Oranje de rol van de joodse Bram Goudsmid, van 2016 tot 2017 was hij ook in de musical te zien maar toen als Anton Roover. Dirven was hierna meerdere malen als gastrol te zien op de televisie en in films, onder andere in Gooische Vrouwen 2 en De Zevende Hemel. Van 2011 tot en met 2015 heeft Dirven verschillende malen zijn stem geleend voor televisieseries, zo was hij onder andere te horen in Victorious, Hotel 13 en The Evermoor Chronicles.
Sinds 2016 is Dirven een vast gezicht van verschillende televisiereclames van de Gamma. Sinds 5 september 2018 is Dirven te zien in de RTL 4-soap Goede tijden, slechte tijden, hij vertolkt de rol van Flo Wagenaar. Dirven was al eerder in deze soap te zien, in 2011 en 2016 speelde hij namelijk twee verschillende gastrollen in deze soap.

## Filmografie
| Film                 | Film                                               | Film                        | Film                                             |
| Jaar                 | Productie                                          | Rol                         | Opmerkingen                                      |
| -------------------- | -------------------------------------------------- | --------------------------- | ------------------------------------------------ |
| 2007                 | Renée                                              | Vriendje                    | Korte film voor het 48 Hour Film Project Utrecht |
| 2010                 | Het Huis Anubis: De Vijf en de Toorn van Balor     | Raphael Salamons            | Hoofdrol                                         |
| 2010                 | Het Huis Anubis en de terugkeer van Sibuna         | Raphael Salamons            | Cameo                                            |
| 2014                 | Gooische Vrouwen 2                                 | Tuinman                     | Gastrol                                          |
| 2016                 | De Zevende Hemel                                   | Roel                        | Gastrol                                          |
| 2019                 | De brief voor Sinterklaas                          | Carlo Cadeaux               | Bijrol                                           |
| Televisie als acteur |                                                    |                             |                                                  |
| Jaar                 | Productie                                          | Rol                         | Opmerkingen                                      |
| 2010-2011            | Het Huis Anubis en de Vijf van het Magische Zwaard | Raphael Salamons            | Hoofdrol                                         |
| 2011                 | Goede tijden, slechte tijden                       | Bas van Dam                 | Gastrol - aflevering 4381                        |
| 2015                 | Jeuk                                               | Rechercheur                 | Gastrol - seizoen 3, aflevering 3                |
| 2016                 | Goede tijden, slechte tijden                       | Henk Hooijmans              | Gastrol                                          |
| 2016-2020            | Gamma-reclame                                      | Flirtende jongen            | Meerdere reclames                                |
| 2018-2019            | Goede tijden, slechte tijden                       | Flo Wagenaar                | Vaste rol                                        |
| 2022                 | Star Wars: Tales of the Jedi                       | Qui-Gon Jinn (jong)         | Stem in animatieserie, gastrol                   |
| Nasynchronisatie     |                                                    |                             |                                                  |
| Jaar                 | Productie                                          | Stemrol                     | Opmerkingen                                      |
| 2011                 | Mike de Ridder                                     | Spuit                       | Gastrol                                          |
| 2012                 | iCarly                                             | Harry Styles                | Gastrol                                          |
| 2012                 | Victorious                                         | Bradon                      | Gastrol                                          |
| 2012-2014            | Hotel 13                                           | Tom Kepler                  | Vaste rol                                        |
| 2012-2016            | Violetta                                           | Leon Vargas                 | Vaste rol                                        |
| 2015                 | I Didn't Do It                                     | Nerd uit Canada / Alex      | Gastrol                                          |
| 2015-2017            | The Evermoor Chronicles                            | Sebastian Corsley           | Vaste rol                                        |
| 2015                 | Mighty Med                                         | Wi-Fi (een cyberslechterik) | Gastrol                                          |
| 2015                 | Het leven van een leugenaar                        | Max                         | Gastrol                                          |
| 2020-2023            | Het Huis van de Uil                                | Hooty                       | Vaste rol                                        |
| 2019                 | Go! Vive a tu manera                               | Avaro Achaval               | Vaste rol                                        |
| 2018-heden           | De drakenprins                                     | Soren                       | Vaste rol                                        |

## Theater
| Jaar      | Productie                                        | Rol              | Opmerkingen |
| --------- | ------------------------------------------------ | ---------------- | ----------- |
| 2010-2011 | Anubis en het Mysterie van het Verborgen Symbool | Raphael Salamons | Vaste rol   |
| 2011-2012 | Anubis en het Geheim van de Verloren Ziel        | Raphael Salamons | Vaste rol   |
| 2013-2015 | Soldaat van Oranje                               | Bram Goudsmid    | Vaste rol   |
| 2016-2017 | Soldaat van Oranje                               | Anton Roover     | Vaste rol   |

## Single
- De Vijf Zintuigen (2010), de titelsong van Het Huis Anubis en de Vijf van het Magische Zwaard.